# Discografia dei Green Day
L'intera discografia dei Green Day, comprendente album in studio, EP, raccolte, live e singoli.
I Green Day hanno, nel corso degli anni, pubblicato costantemente prodotti discografici di vario genere, vendendo in tutto il mondo più di 85 milioni di copie delle quali 25 milioni nei soli Stati Uniti.

## Album

### Album in studio
| Anno | Album | Posizione massima in classifica | Posizione massima in classifica | Posizione massima in classifica | Posizione massima in classifica | Posizione massima in classifica | Posizione massima in classifica | Posizione massima in classifica | Posizione massima in classifica | Posizione massima in classifica | Posizione massima in classifica | Posizione massima in classifica | Certificazioni | Vendite |
| Anno | Album | USA                             | AUS                             | CAN                             | FRA                             | GER                             | IRL                             | JPN                             | NLD                             | NZ                              | UK                              | ITA                             | Certificazioni | Vendite |
| ---- | --- | ------------------------------- | ------------------------------- | ------------------------------- | ------------------------------- | ------------------------------- | ------------------------------- | ------------------------------- | ------------------------------- | ------------------------------- | ------------------------------- | ------------------------------- | --- | --- |
| 1990 | 39/Smooth - Data di pubblicazione: 13 aprile 1990 - Etichetta: Lookout! (22) - Formato: LP, CS                           | —                               | —                               | —                               | —                               | —                               | —                               | —                               | —                               | —                               | —                               | —                               | | |
| 1992 | Kerplunk - Data di pubblicazione: 17 dicembre 1991 - Etichetta: Lookout! (46) - Formato: CD, CS, LP                      | —                               | —                               | —                               | —                               | —                               | —                               | —                               | —                               | —                               | —                               | —                               | - USA: Platino - UK: Oro | - USA: 753,000 - Mondo: 4,000,000+                                                                                 |
| 1994 | Dookie - Data di pubblicazione: 1º febbraio 1994 - Etichetta: Reprise (45529) - Formato: CD, CS, LP                      | 2                               | 1                               | 1                               | —                               | 4                               | 38                              | 32                              | 5                               | 1                               | 13                              | 10                              | - AUS: 5× Platino - CAN: Diamante - GER: 3× Oro - UK: 3× Platino - USA: Diamante - IRE: 4× Platino - BEL: Oro - BRA: Oro - FIN: Oro - FRA: Oro - NLD: Oro - POL: Oro - SWE: Oro - CHE: Oro - ARG: Platino - AUT: Platino - DNK: 4x Platino - EUR: Platino - JAP: Platino - ITA: 2x Platino - NZL: Platino - ITA: Platino | - USA: 10,000,000 - Mondo: 18,000,000+                                                                             |
| 1995 | Insomniac - Data di pubblicazione: 10 ottobre 1995 - Etichetta: Reprise (46046) - Formato: CD, CS, LP                    | 2                               | 5                               | 4                               | —                               | 12                              | —                               | 12                              | 22                              | 5                               | 8                               | 13                              | - CAN: 2× Platino - GER: Oro - UK: Platino - USA: 2× Platino - BRA: Oro - JPN: Platino - AUS: Platino | - USA: 2,076,000 - Mondo: 8,000,000                                                                                |
| 1997 | Nimrod - Data di pubblicazione: 14 ottobre 1997 - Etichetta: Reprise (46794) - Formato: CD, HDCD, CS, LP                 | 10                              | 3                               | 4                               | 43                              | 31                              | 34                              | 7                               | 80                              | 22                              | 11                              | 15                              | - AUS: 3× Platino - CAN: 4× Platino - UK: Platino - USA: 2× Platino - BRA: Oro - JPN: Platino | - USA: 2,083,000 - Mondo: 5,000,000                                                                                |
| 2000 | Warning - Data di pubblicazione: 3 ottobre 2000 - Etichetta: Reprise (48038) - Formato: CD, CS, LP                       | 4                               | 7                               | 2                               | 58                              | 21                              | 13                              | 2                               | 84                              | 20                              | 4                               | 8                               | - AUS: Platino - CAN: Platino - UK: Platino - USA: Oro - JPN: Platino - ITA: Platino | - USA: 1,159,000 - Mondo: 3,000,000                                                                                |
| 2004 | American Idiot - Data di pubblicazione: 21 settembre 2004 - Etichetta: Reprise (48850) - Formato: CD, digitale, LP       | 1                               | 1                               | 1                               | 4                               | 3                               | 1                               | 3                               | 4                               | 2                               | 1                               | 5                               | - AUS: 6× Platino - CAN: Diamante - GER: 3× Platino - UK: 8× Platino - USA: 6× Platino - JPN: 2× Platino - FIN: Oro - IRE: 8× Platino - ARG: Platino - AUT: 2x Platino - BEL: Platino - DNK: 2x Platino - EUR: 4x Platino - GRC: Platino - ITA: 3x Platino - MEX: Platino - NZL: 4x Platino - SWE: Platino - CHE: 2x Platino - ITA: 2x Platino - BRA: Oro - FRA: 2x Oro - GER: 7x Oro - ISR: Oro - NLD: Oro - PRT: Oro - HUN: Oro | - USA: 6,029,000 - Mondo: 15,000,000+                                                                              |
| 2009 | 21st Century Breakdown - Data di pubblicazione: 15 maggio 2009 - Etichetta: Reprise (517153) - Formato: CD, digitale, LP | 1                               | 2                               | 1                               | 1                               | 1                               | 1                               | 1                               | 4                               | 1                               | 1                               | 1                               | - AUS: Platino - CAN: 2× Platino - GER: 3× Oro - UK: Platino - USA: Platino - SWE: Oro - IRE: Platino - ITA: Platino - BEL: Oro - BRA: Oro - FIN: Oro - NOR: Oro - SAU: Platino - DNK: Platino - EUR: Platino - FRA: Platino - JPN: Platino - NZL: Platino - ESP: Platino - CHE: Platino | - USA: 1,014,000 - Mondo: 4,000,000+                                                                               |
| 2012 | ¡Uno! - Data di pubblicazione: 25 settembre 2012 - Etichetta: Reprise (531973) - Formato: CD, digitale, LP               | 2                               | 3                               | 3                               | 12                              | 3                               | 3                               | 3                               | 8                               | 2                               | 2                               | 1                               | - AUT: Oro - CAN: Oro - GER: Oro - ITA: Oro - JPN: Oro - UK: Oro | - AUT: 10.000 - CAN: 40.000 - GER: 100.000 - ITA: 30.000 - JPN: 100.000 - POL: 10.000 - UK: 125.531 - USA: 325.000 |
| 2012 | ¡Dos! - Data di pubblicazione: 13 novembre 2012 - Etichetta: Reprise (TBC) - Formato: CD, digitale, LP                   | 9                               | 10                              | 12                              | 24                              | 4                               | 11                              | 8                               | 13                              | 5                               | 10                              | 4                               | - UK: Oro | - UK: 91.870 - USA: 175.000                                                                                        |
| 2012 | ¡Tré! - Data di pubblicazione: 11 dicembre 2012 - Etichetta: Reprise (TBC) - Formato: CD, digitale, LP                   | 13                              | 22                              | 22                              | 80                              | 17                              | 37                              | 10                              | 30                              | 16                              | 31                              | 17                              | - UK: Argento | - UK: 62.457 - USA: 155.000                                                                                        |
| 2016 | Revolution Radio - Data di pubblicazione: 7 ottobre 2016 - Etichetta: Reprise - Formato: CD, digitale, LP                | 1                               | 2                               | 1                               | 13                              | 2                               | 1                               | 8                               | 4                               | 1                               | 1                               | 1                               | - UK: Oro - ITA: Oro - USA: Oro | - Mondo: 600.000 - USA: 95,000 (debutto) - UK: 100.000                                                             |
| 2020 | Father of All Motherfuckers - Data di pubblicazione: 7 febbraio 2020 - Etichetta: Reprise - Formato: CD, digitale, LP    | 4                               | 1                               | 1                               | 34                              | 2                               | 4                               | 9                               | 5                               | 15                              | 1                               | 9                               | | |
| 2024 | Saviors - Data di pubblicazione programmata: 19 gennaio 2024 - Etichetta: Reprise - Formato: CD, digitale, LP            | -                               | -                               | -                               | -                               | -                               | -                               | -                               | -                               | -                               | -                               | -                               | | |

### Album live
| Anno | Titolo                                  | Posizione massima in classifica | Posizione massima in classifica | Posizione massima in classifica | Posizione massima in classifica | Posizione massima in classifica | Posizione massima in classifica | Posizione massima in classifica | Posizione massima in classifica | Posizione massima in classifica | Posizione massima in classifica |
| Anno | Titolo                                  | US                              | AUS                             | AUT                             | CAN                             | GER                             | HUN                             | JPN                             | NZ                              | SWE                             | UK                              |
| ---- | --------------------------------------- | ------------------------------- | ------------------------------- | ------------------------------- | ------------------------------- | ------------------------------- | ------------------------------- | ------------------------------- | ------------------------------- | ------------------------------- | ------------------------------- |
| 1996 | Foot in Mouth                           | -                               | -                               | -                               | -                               | -                               | -                               | -                               | -                               | -                               | -                               |
| 1997 | Bowling Bowling Bowling Parking Parking | -                               | -                               | 34                              | -                               | -                               | -                               | 42                              | -                               | -                               | -                               |
| 2001 | Tune In, Tokyo...                       | -                               | -                               | -                               | -                               | -                               | -                               | 29                              | -                               | -                               | -                               |
| 2005 | Bullet in a Bible                       | 8                               | 8                               | 5                               | 3                               | 7                               | 38                              | 11                              | 5                               | 7                               | 6                               |
| 2009 | Last Night on Earth: Live in Tokyo      | -                               | -                               | 198                             | -                               | -                               | -                               | 31                              | -                               | -                               | -                               |
| 2011 | Awesome as Fuck                         | 14                              | 69                              | 8                               | 12                              | 5                               | 12                              | 11                              | 5                               | 9                               | 14                              |
| 2012 | On the Radio                            | -                               | -                               | -                               | -                               | -                               | -                               | -                               | -                               | -                               | -                               |
| 2019 | Woodstock 1994                          | 156                             | -                               | -                               | -                               | -                               | -                               | -                               | -                               | -                               | -                               |
| 2021 | BBC Sessions                            | -                               | -                               | -                               | -                               | 79                              | 19                              | 101                             | -                               | -                               | 44                              |

### Album raccolta
| Anno | Album | Posizione massima in classifica | Posizione massima in classifica | Posizione massima in classifica | Posizione massima in classifica | Posizione massima in classifica | Posizione massima in classifica | Posizione massima in classifica | Posizione massima in classifica | Posizione massima in classifica | Posizione massima in classifica | Certificazioni |
| Anno | Album | USA                             | AUS                             | AUT                             | GER                             | IRL                             | ITA                             | JPN                             | NZL                             | SWI                             | UK                              | Certificazioni |
| ---- | --- | ------------------------------- | ------------------------------- | ------------------------------- | ------------------------------- | ------------------------------- | ------------------------------- | ------------------------------- | ------------------------------- | ------------------------------- | ------------------------------- | --- |
| 1991 | 1,039/Smoothed Out Slappy Hours - Data di pubblicazione: 1º luglio 1991 - Etichetta: Lookout! - Formato: CD                 | —                               | —                               | —                               | —                               | —                               | —                               | —                               | —                               | —                               | —                               | - USA: Oro - UK: Oro |
| 2001 | International Superhits! - Data di pubblicazione: 13 novembre 2001 - Etichetta: Reprise - Formato: LP, CD                   | 40                              | 11                              | 48                              | 67                              | 13                              | 17                              | 4                               | 5                               | 61                              | 15                              | - AUS: 3× Platino - CAN: Oro - UK: 3× Platino - USA: Platino - EUR: Platino - IRE: 3x Platino - JPN: 2x Platino - BEL: Oro - BRA: Oro - NZL: Oro |
| 2002 | Shenanigans - Data di pubblicazione: 2 luglio 2002 - Etichetta: Reprise - Formato: LP, CD                                   | 16                              | —                               | 33                              | 100                             | 27                              | —                               | 13                              | —                               | —                               | 32                              | - UK: Oro - JPN: Oro |
| 2014 | Demolicious - Data di pubblicazione: 19 aprile 2014 - Etichetta: Reprise - Formato: CD                                      | —                               | —                               | —                               | —                               | —                               | —                               | —                               | —                               | —                               | —                               | |
| 2017 | Greatest Hits: God's Favorite Band - Data di pubblicazione: 17 novembre 2017 - Etichetta: Reprise - Formato: CD, LP         | —                               | —                               | —                               | —                               | —                               | —                               | —                               | —                               | —                               | —                               | - UK: Platino |
| 2023 | Nimrod (25th Anniversary Edition) - Data di pubblicazione: 27 gennaio 2023 - Etichetta: Reprise - Formato: CD, LP, digitale | —                               | —                               | —                               | —                               | —                               | —                               | —                               | —                               | —                               | —                               | |
| 2023 | Dookie (30th Anniversary Edition) - Data di pubblicazione: 17 agosto 2023                                                   | —                               | —                               | —                               | —                               | —                               | —                               | —                               | —                               | —                               | —                               | |

### Colonne sonore
| Anno | Titolo                                                | Posizione massima in classifica | Posizione massima in classifica | Posizione massima in classifica | Posizione massima in classifica | Posizione massima in classifica | Posizione massima in classifica | Posizione massima in classifica | Posizione massima in classifica | Posizione massima in classifica |
| Anno | Titolo                                                | AUT                             | BEL (FL)                        | BEL (WA)                        | FIN                             | FRA                             | GER                             | ITA                             | SPA                             | SWI                             |
| ---- | ----------------------------------------------------- | ------------------------------- | ------------------------------- | ------------------------------- | ------------------------------- | ------------------------------- | ------------------------------- | ------------------------------- | ------------------------------- | ------------------------------- |
| 2010 | American Idiot - The Original Broadway Cast Recording | —                               | —                               | —                               | —                               | —                               | —                               | —                               | —                               | —                               |

## EP

### EP in studio
| Anno | Titolo         | Posizione massima in classifica | Posizione massima in classifica | Posizione massima in classifica |
| Anno | Titolo         | US                              | AUT                             | JPN                             |
| ---- | -------------- | ------------------------------- | ------------------------------- | ------------------------------- |
| 1989 | 1,000 Hours    | —                               | —                               | —                               |
| 1990 | Slappy         | —                               | —                               | —                               |
| 1990 | Sweet Children | —                               | —                               | —                               |

### EP live
| Anno | Titolo                  | Posizione massima in classifica | Posizione massima in classifica | Posizione massima in classifica |
| Anno | Titolo                  | US                              | AUT                             | JPN                             |
| ---- | ----------------------- | ------------------------------- | ------------------------------- | ------------------------------- |
| 1994 | Live Tracks             | —                               | —                               | —                               |
| 2005 | Live in Japan           | —                               | —                               | —                               |
| 2009 | 21 Guns E.P             | —                               | —                               | —                               |
| 2020 | Live at the Whisky      | —                               | —                               | —                               |
| 2021 | The BBC Sessions Part 1 | —                               | —                               | —                               |
| 2021 | The BBC Sessions Part 2 | —                               | —                               | —                               |
| 2022 | Live From Hella Mega!   | —                               | —                               | —                               |

### EP raccolta
| Anno | Titolo              | Posizione massima in classifica | Posizione massima in classifica | Posizione massima in classifica |
| Anno | Titolo              | US                              | AUT                             | JPN                             |
| ---- | ------------------- | ------------------------------- | ------------------------------- | ------------------------------- |
| 2012 | Oh Love E.P         | —                               | —                               | —                               |
| 2020 | Otis Big Guitar Mix | —                               | —                               | —                               |

### Box set
| Anno | Titolo                                                | Posizione massima in classifica | Posizione massima in classifica | Posizione massima in classifica | Posizione massima in classifica | Posizione massima in classifica | Posizione massima in classifica | Posizione massima in classifica | Posizione massima in classifica | Posizione massima in classifica |
| Anno | Titolo                                                | AUT                             | BEL (FL)                        | BEL (WA)                        | FIN                             | FRA                             | GER                             | ITA                             | SPA                             | SWI                             |
| ---- | ----------------------------------------------------- | ------------------------------- | ------------------------------- | ------------------------------- | ------------------------------- | ------------------------------- | ------------------------------- | ------------------------------- | ------------------------------- | ------------------------------- |
| 1992 | Green Day Box                                         | —                               | —                               | —                               | —                               | —                               | —                               | —                               | —                               | —                               |
| 1996 | Dookie & Insomniac                                    | —                               | —                               | —                               | —                               | —                               | —                               | —                               | —                               | —                               |
| 1999 | Singles Box                                           | —                               | —                               | —                               | —                               | —                               | —                               | —                               | —                               | —                               |
| 1999 | Foot In Mouth/Bowling Bowling Bowling Parking Parking | —                               | —                               | —                               | —                               | —                               | —                               | —                               | —                               | —                               |
| 2000 | Dookie & Nimrod                                       | —                               | —                               | —                               | —                               | —                               | —                               | —                               | —                               | —                               |
| 2009 | Ultimate Collectors Box                               | —                               | —                               | —                               | —                               | —                               | —                               | —                               | —                               | —                               |
| 2009 | The Green Day Collection                              | —                               | —                               | —                               | —                               | —                               | —                               | —                               | —                               | —                               |
| 2009 | Ultimate Collection Singles Box Set                   | —                               | —                               | —                               | —                               | —                               | —                               | —                               | —                               | —                               |
| 2012 | The Studio Albums 1990–2009                           | 62                              | 116                             | 49                              | 44                              | 120                             | 49                              | 49                              | 92                              | 96                              |
| 2012 | Green Day                                             | —                               | —                               | —                               | —                               | —                               | —                               | —                               | —                               | —                               |
| 2012 | Uno... Dos... Tré!                                    | —                               | —                               | —                               | —                               | —                               | —                               | —                               | —                               | —                               |

### Altri album
Album che vedono la partecipazione dei membri del gruppo (in alcuni side-projects).
- 2003 - Money Money 2020 - The Network (side-project)
- 2008 - Stop Drop and Roll!!! - Foxboro Hot Tubs (side-project)

## Singoli
| Anno | Singolo                           | Posizione massima in classifica | Posizione massima in classifica | Posizione massima in classifica | Posizione massima in classifica | Posizione massima in classifica | Posizione massima in classifica | Posizione massima in classifica | Posizione massima in classifica | Posizione massima in classifica | Posizione massima in classifica | Posizione massima in classifica | Posizione massima in classifica | Posizione massima in classifica | Certificazioni                                                                                           | Album                              |
| Anno | Singolo                           | USA                             | USA Alt.                        | USA Rock                        | AUS                             | BEL                             | CAN                             | GER                             | IRL                             | ITA                             | NLD                             | NZ                              | SWE                             | UK                              | Certificazioni                                                                                           | Album                              |
| ---- | --------------------------------- | ------------------------------- | ------------------------------- | ------------------------------- | ------------------------------- | ------------------------------- | ------------------------------- | ------------------------------- | ------------------------------- | ------------------------------- | ------------------------------- | ------------------------------- | ------------------------------- | ------------------------------- | --- | ---------------------------------- |
| 1994 | Longview                          | 36                              | 1                               | —                               | 33                              | —                               | —                               | —                               | —                               | —                               | —                               | —                               | —                               | 30                              | - CAN: Platino - UK: Argento                                                                             | Dookie                             |
| 1994 | Welcome to Paradise               | 56                              | 7                               | —                               | 44                              | —                               | —                               | —                               | —                               | —                               | —                               | 21                              | —                               | 20                              | - CAN: Platino - UK: Argento                                                                             | Dookie                             |
| 1994 | Basket Case                       | 26                              | 1                               | —                               | —                               | 26                              | 12                              | 18                              | 11                              | —                               | 39                              | 21                              | 3                               | 6                               | - ITA: 2× Platino - CAN: 6× Platino - UK: 2× Platino - DNK: Oro - JPN: Oro                               | Dookie                             |
| 1995 | When I Come Around                | 6                               | 1                               | —                               | 7                               | —                               | 3                               | 45                              | —                               | —                               | 33                              | 4                               | 28                              | 27                              | - CAN: 4× Platino - ITA: Oro - UK: Oro - USA: Oro - NZL: Oro - AUS: Oro                                  | Dookie                             |
| 1995 | She                               | 41                              | 5                               | —                               | —                               | —                               | —                               | —                               | —                               | —                               | —                               | —                               | —                               | —                               | - CAN: Oro                                                                                               | Dookie                             |
| 1995 | Geek Stink Breath                 | 27                              | 3                               | —                               | 40                              | —                               | 22                              | 73                              | 27                              | —                               | —                               | 11                              | 28                              | 16                              | | Insomniac                          |
| 1995 | Stuck with Me                     | —                               | —                               | —                               | 46                              | —                               | —                               | —                               | —                               | —                               | —                               | 40                              | —                               | 26                              | | Insomniac                          |
| 1996 | Brain Stew/Jaded                  | 35                              | 3                               | —                               | —                               | —                               | 35                              | —                               | —                               | —                               | —                               | —                               | —                               | 28                              | - UK: Argento                                                                                            | Insomniac                          |
| 1996 | Walking Contradiction             | 70                              | 21                              | —                               | —                               | —                               | —                               | —                               | —                               | —                               | —                               | —                               | —                               | —                               | | Insomniac                          |
| 1997 | Hitchin' a Ride                   | 59                              | 5                               | —                               | 26                              | —                               | 23                              | —                               | —                               | —                               | —                               | —                               | —                               | 25                              | - CAN: Oro                                                                                               | Nimrod                             |
| 1997 | Good Riddance (Time of Your Life) | 11                              | 2                               | —                               | 2                               | —                               | 5                               | —                               | 30                              | —                               | —                               | 40                              | —                               | 11                              | - USA: 5x Platino - CAN: 6× Platino - ITA: Oro - UK: 2× Platino - AUS: 2× Platino - DNK: Oro             | Nimrod                             |
| 1998 | Redundant                         | —                               | 16                              | —                               | 2                               | —                               | —                               | —                               | —                               | —                               | —                               | —                               | —                               | 27                              | - AUS: 2× Platino                                                                                        | Nimrod                             |
| 1999 | Nice Guys Finish Last             | —                               | 31                              | —                               | —                               | —                               | —                               | —                               | —                               | —                               | —                               | —                               | —                               | —                               | | Nimrod                             |
| 2000 | Minority                          | 101                             | 1                               | —                               | 29                              | —                               | —                               | —                               | —                               | 19                              | —                               | 38                              | —                               | 18                              | - UK: Argento - JPN: Oro                                                                                 | Warning                            |
| 2000 | Warning                           | 114                             | 3                               | —                               | 19                              | —                               | —                               | —                               | —                               | 49                              | —                               | 37                              | —                               | 27                              | | Warning                            |
| 2001 | Waiting                           | —                               | 26                              | —                               | —                               | —                               | —                               | —                               | —                               | —                               | —                               | —                               | —                               | 34                              | | Warning                            |
| 2004 | I Fought the Law                  | —                               | —                               | —                               | —                               | —                               | —                               | —                               | —                               | —                               | —                               | —                               | —                               | —                               | | —                                  |
| 2004 | Shoplifter                        | —                               | —                               | —                               | —                               | —                               | —                               | —                               | —                               | —                               | —                               | —                               | —                               | —                               | | —                                  |
| 2004 | American Idiot                    | 61                              | 1                               | —                               | 7                               | —                               | 1                               | 28                              | 12                              | 13                              | 37                              | 7                               | 18                              | 3                               | - AUS: Oro - CAN: 5× Platino - ITA: Platino - UK: 2× Platino - USA: Oro - DNK: Oro - JPN: Oro - NZL: Oro | American Idiot                     |
| 2004 | Boulevard of Broken Dreams        | 2                               | 1                               | —                               | 5                               | 54                              | 1                               | 13                              | 2                               | —                               | 25                              | 5                               | 2                               | 5                               | - AUS: Platino - CAN: 6× Platino - GER: Oro - ITA: Platino - UK: Platino - USA: Oro - DNK: Platino       | American Idiot                     |
| 2005 | Holiday                           | 19                              | 1                               | —                               | 24                              | —                               | 21                              | 50                              | 13                              | —                               | —                               | 13                              | 25                              | 11                              | - CAN: 3× Platino - ITA: Platino - UK: Oro - USA: Platino                                                | American Idiot                     |
| 2005 | Wake Me Up When September Ends    | 6                               | 2                               | —                               | 13                              | 53                              | 33                              | 22                              | 13                              | 33                              | 44                              | 10                              | 21                              | 8                               | - CAN: 4× Platino - ITA: Platino - UK: Platino - USA: Platino - DNK: Oro                                 | American Idiot                     |
| 2005 | Jesus of Suburbia                 | —                               | 27                              | —                               | 24                              | —                               | —                               | 76                              | 26                              | —                               | —                               | 26                              | —                               | 17                              | - CAN: Platino - UK: Argento                                                                             | American Idiot                     |
| 2006 | The Saints Are Coming (with U2)   | 51                              | 22                              | —                               | 1                               | 2                               | 1                               | 6                               | 1                               | 1                               | 1                               | 4                               | 4                               | 2                               | | U218 Singles                       |
| 2007 | Working Class Hero                | 53                              | 10                              | —                               | —                               | 68                              | 18                              | —                               | 26                              | 14                              | 39                              | —                               | 11                              | 153                             | | Instant Karma                      |
| 2007 | The Simpsons Theme                | 106                             | —                               | —                               | —                               | —                               | 61                              | —                               | 15                              | —                               | —                               | —                               | 34                              | 19                              | - ITA: Oro                                                                                               | —                                  |
| 2009 | Know Your Enemy                   | 28                              | 1                               | 1                               | 20                              | 26                              | 5                               | 14                              | 11                              | 17                              | 62                              | 13                              | 10                              | 21                              | - UK: Argento - USA: Oro                                                                                 | 21st Century Breakdown             |
| 2009 | 21 Guns                           | 22                              | 3                               | 5                               | 14                              | 38                              | 15                              | 13                              | 21                              | 15                              | 89                              | 3                               | 8                               | 36                              | - AUS: Oro - ITA: Platino - UK: Oro - USA: Platino - AUT: Oro - DNK: Oro - NZL: Oro                      | 21st Century Breakdown             |
| 2009 | East Jesus Nowhere                | —                               | 17                              | 24                              | —                               | —                               | 71                              | —                               | —                               | —                               | —                               | —                               | —                               | —                               | | 21st Century Breakdown             |
| 2009 | 21st Century Breakdown            | —                               | —                               | —                               | —                               | 65                              | —                               | 71                              | —                               | —                               | —                               | —                               | —                               | —                               | | 21st Century Breakdown             |
| 2010 | Last of the American Girls        | —                               | 26                              | 34                              | —                               | —                               | —                               | 45                              | —                               | —                               | —                               | —                               | —                               | —                               | | 21st Century Breakdown             |
| 2012 | Oh Love                           | 97                              | 3                               | 1                               | —                               | 74                              | 45                              | 44                              | —                               | 25                              | 88                              | —                               | —                               | —                               | - ITA: Oro                                                                                               | ¡Uno!                              |
| 2012 | Kill the DJ                       | —                               | —                               | —                               | —                               | 62                              | —                               | —                               | —                               | 92                              | —                               | —                               | —                               | 110                             | | ¡Uno!                              |
| 2012 | Let Yourself Go                   | —                               | 17                              | 29                              | —                               | —                               | —                               | —                               | —                               | 57                              | 99                              | —                               | —                               | 193                             | | ¡Uno!                              |
| 2012 | Stray Heart                       | —                               | —                               | —                               | —                               | 70                              | —                               | —                               | —                               | 36                              | —                               | —                               | —                               | —                               | - ITA: Oro                                                                                               | ¡Dos!                              |
| 2013 | X-Kid                             | —                               | 35                              | 48                              | —                               | 88                              | —                               | —                               | —                               | —                               | —                               | —                               | —                               | —                               | | ¡Tré!                              |
| 2015 | Xmas Time of the Year             | —                               | —                               | —                               | —                               | —                               | —                               | —                               | —                               | —                               | —                               | —                               | —                               | —                               | | —                                  |
| 2016 | Bang Bang                         | 104                             | 1                               | 8                               | —                               | 53                              | 75                              | —                               | —                               | —                               | —                               | —                               | —                               | 84                              | | Revolution Radio                   |
| 2016 | Still Breathing                   | —                               | 1                               | 11                              | —                               | 61                              | —                               | —                               | —                               | —                               | —                               | —                               | —                               | —                               | | Revolution Radio                   |
| 2017 | Revolution Radio                  | —                               | 21                              | 22                              | —                               | —                               | —                               | —                               | —                               | —                               | —                               | —                               | —                               | —                               | | Revolution Radio                   |
| 2017 | Back in the USA                   | —                               | —                               | 32                              | —                               | 58                              | —                               | —                               | —                               | —                               | —                               | —                               | —                               | —                               | | Greatest Hits: God's Favorite Band |
| 2019 | Father of All...                  | —                               | 3                               | 6                               | —                               | —                               | —                               | —                               | —                               | —                               | —                               | —                               | —                               | —                               | | Father of All Motherfuckers        |
| 2019 | Fire, Ready, Aim                  | —                               | —                               | 33                              | —                               | —                               | —                               | —                               | —                               | —                               | —                               | —                               | —                               | —                               | | Father of All Motherfuckers        |
| 2020 | Oh Yeah!                          | —                               | 1                               | 3                               | —                               | —                               | —                               | —                               | —                               | —                               | —                               | —                               | —                               | —                               | | Father of All Motherfuckers        |
| 2020 | Meet Me on the Roof               | —                               | —                               | 21                              | —                               | —                               | —                               | —                               | —                               | —                               | —                               | —                               | —                               | —                               | | Father of All Motherfuckers        |

### Singoli promozionali
I seguenti brani sono stati pubblicati tutti esclusivamente come singoli promozionali, ad eccezione di Poprocks & Coke e When It's Time, che sono stati pubblicati come normali singoli in Giappone e nel Regno Unito, rispettivamente.
| Anno | Singolo                          | Posizione massima in classifica | Posizione massima in classifica | Posizione massima in classifica | Posizione massima in classifica | Album                                                 |
| Anno | Singolo                          | USA                             | USA Alt.                        | CAN                             | UK                              | Album                                                 |
| ---- | -------------------------------- | ------------------------------- | ------------------------------- | ------------------------------- | ------------------------------- | ----------------------------------------------------- |
| 1995 | J.A.R.                           | 22                              | 1                               | 63                              | —                               | Angus: Music from the Motion Picture                  |
| 1995 | 86                               | —                               | —                               | —                               | —                               | Insomniac                                             |
| 1998 | Prosthetic Head                  | —                               | —                               | —                               | —                               | Nimrod                                                |
| 2001 | Blood, Sex & Booze               | —                               | —                               | —                               | —                               | Warning                                               |
| 2001 | Macy's Day Parade                | —                               | —                               | —                               | —                               | Warning                                               |
| 2001 | Poprocks & Coke                  | —                               | —                               | —                               | —                               | International Superhits!                              |
| 2001 | Maria                            | —                               | —                               | —                               | —                               | International Superhits!                              |
| 2002 | Ha Ha You're Dead                | —                               | —                               | —                               | —                               | Shenanigans                                           |
| 2010 | "When It's Time"                 | —                               | —                               | —                               | 68                              | American Idiot - The Original Broadway Cast Recording |
| 2011 | Cigarettes and Valentines (live) | —                               | —                               | —                               | —                               | Awesome as Fuck                                       |
| 2011 | 21 Guns (live in Tokyo)          | —                               | —                               | —                               | —                               | Awesome as Fuck                                       |
| 2012 | Nuclear Family                   | —                               | —                               | —                               | —                               | ¡Uno!                                                 |
| 2012 | Stay the Night                   | —                               | —                               | —                               | —                               | ¡Uno!                                                 |
| 2017 | Fell for You (Otis Mix)          | —                               | —                               | —                               | —                               | ¡Uno!                                                 |
| 2020 | Dreaming                         | —                               | —                               | —                               | —                               | —                                                     |
| 2021 | Here Comes the Shock             | —                               | —                               | —                               | —                               | —                                                     |
| 2021 | Pollyanna                        | —                               | —                               | —                               | —                               | —                                                     |

## Videografia

### Album video
| Anno | Album                                                                                     | Certificazioni |
| ---- | ----------------------------------------------------------------------------------------- | --- |
| 2001 | International Supervideos! - Data di pubblicazione: 13 novembre 2001 - Etichetta: Reprise | - AUS: Platino - USA: Platino |
| 2005 | Bullet in a Bible - Data di pubblicazione: 15 novembre 2005 - Etichetta: Reprise          | - AUS: Platino - UK: Platino - IRE 2x Platino - ITA: Platino - AUT: Oro - BRA: Oro - DNK: Oro - GER: Oro - HKG: Oro - MEX: Oro - NZL: Oro - PRT: Oro - SWE: Oro |
| 2011 | Awesome as Fuck - Data di pubblicazione: 22 marzo 2011 - Etichetta: Reprise               | - GER: Oro |

### Videoclip
| Anno | Brano                             | Regista                              |
| ---- | --------------------------------- | ------------------------------------ |
| 1994 | Longview                          | Mark Kohr                            |
| 1994 | Welcome to Paradise               | Robert Caruso                        |
| 1994 | Basket Case                       | Mark Kohr                            |
| 1994 | When I Come Around                | Mark Kohr                            |
| 1995 | Geek Stink Breath                 | Mark Kohr                            |
| 1995 | Stuck with Me                     | Mark Kohr                            |
| 1995 | Brain Stew/Jaded                  | Kevin Kerslake                       |
| 1996 | Walking Contradiction             | Roman Coppola                        |
| 1997 | Hitchin' a Ride                   | Mark Kohr                            |
| 1997 | Good Riddance (Time of Your Life) | Mark Kohr                            |
| 1998 | Redundant                         | Mark Kohr                            |
| 1998 | Nice Guys Finish Last             | Evan Bernard                         |
| 1999 | Last Ride In                      | Lance Bangs                          |
| 2000 | Minority                          | Evan Bernard                         |
| 2000 | Warning                           | Francis Lawrence                     |
| 2001 | Waiting                           | Marc Webb                            |
| 2001 | Macy's Day Parade                 | Mark Kohr                            |
| 2004 | American Idiot                    | Samuel Bayer                         |
| 2004 | Boulevard of Broken Dreams        | Samuel Bayer                         |
| 2005 | Holiday                           | Samuel Bayer                         |
| 2005 | Wake Me Up When September Ends    | Samuel Bayer                         |
| 2005 | Jesus of Suburbia                 | Samuel Bayer                         |
| 2006 | The Saints Are Coming (with U2)   | Chris Milk                           |
| 2007 | Working Class Hero                | Samuel Bayer                         |
| 2009 | Know Your Enemy                   | Mathew Cullen                        |
| 2009 | 21 Guns                           | Marc Webb                            |
| 2009 | East Jesus Nowhere                | Chris Dugan & M. Douglas Silverstein |
| 2009 | 21st Century Breakdown            | Marc Webb                            |
| 2010 | Last of the American Girls        | Marc Webb                            |
| 2011 | Cigarettes and Valentines         | Chris Dugan                          |
| 2012 | Oh Love                           | Samuel Bayer                         |
| 2012 | Kill the DJ                       | Samuel Bayer                         |
| 2012 | Let Yourself Go                   | Farm League                          |
| 2012 | Nuclear Family                    | Farm League                          |
| 2012 | Stay The Night                    | Farm League                          |
| 2016 | Bang Bang                         | Tim Armstrong                        |

## Bootleg
- Patrick's Picknick
- Four More Years: Odes To The All American Idiots
- Best' 99
- Live In Europe
- Radio Daze
- Woodstock '94 and Much More
- Spitting
- Attack of Insomnia
- Punk Academy
- Noyze Boyz
- A Day Out in Paris
- Live in Buenos Aires
- Live Without Warning
- God Bless Manchester
- Live in Milwaukee '02
- Eating My Burgers
- Endless Headtrip
- Boring Days in Paradise
- Having a Blast
- Burnout
- Basket Case Live USA
- I'm Your Puppet
- Welcome to Paradise
- More Green Day
- More Boring Days
- What a Nice Green Day
- A Nice Green Day
- Teenage Rampage
- Green Daze
- God Bless Amerika 1
- God Bless Amerika 2
- Youth Gone Wild
- Green Power
- Snotheads
- It's a Green Day in Gothenburg
- Nice Guys Finish Last
- Bridge School Benefit
- Unplugged
- Silence is the Enemy

## Cover
I Green Day spesso suonano ai loro concerti delle reinterpretazioni di canzoni degli artisti che più li hanno influenzati nella loro carriera. Normalmente vengono registrate come tracce bonus o eseguite esclusivamente dal vivo (ma comunque rintracciabili nei vari bootleg del gruppo).
Incise
- Knowledge (Operation Ivy)
- My Generation (The Who)
- Tired of Waiting for You (The Kinks)
- I Don't Want to Know If You Are Lonely (Hüsker Dü)
- Outsider[106][107] (Ramones)
- I Fought the Law (The Clash)
- The Saints Are Coming Feat. U2 (The Skids)
- The Simpsons Theme (Danny Elfman)
- Working Class Hero (John Lennon)
- A Quick One While He's Away (The Who)
- Like a Rolling Stone (Bob Dylan)
- That's All Right, Mama (Elvis Presley)
- Another State of Mind (Social Distortion)
- Shout (Otis Day & the Knights, compresa nel DVD "Bullet in a Bible", cantata dopo King For A Day).

Eseguite esclusivamente dal vivo
- Eye of the Tiger (Survivor)
- We Are the Champions (Queen)
- Surrender (Cheap Trick)
- Iron Man (Black Sabbath)
- Sweet Home Alabama (Lynyrd Skynyrd)
- Sometimes I Don't Mind (Fifteen)
- Dancing With Myself (Billy Idol)
- Johnny B. Goode (Chuck Berry)
- Shout (The Isley Brothers)
- Master of Puppets (Metallica)
- Always Look on the Bright Side of Life (Monty Python)
- Big Yellow Taxi (Joni Mitchell)
- Blitzkrieg Bop[108] (Ramones)
- Teenage Lobotomy[108] (Ramones)
- Rock You Like a Hurricane (Scorpions)
- Why Does It Always Rain on Me (Travis)
- Teenage Kicks (The Undertones)
- You Shook Me All Night Long (AC/DC)
- Highway to Hell (AC/DC)
- I'll Be There (The Jackson 5)
- Stand by Me (Ben E. King)
- Earth Angel (The Crew-Cuts)
- Hey Jude (The Beatles)
- (I Can't Get No) Satisfaction (The Rolling Stones)
- Sweet Child o' Mine (Guns N' Roses)
- T.N.T. (AC/DC)
- Champagne Supernova (Oasis)
- Hybrid Moments (Misfits, come tributo ai Metallica in occasione del loro trentesimo anniversario)